# راسل بنکس
راسل بنکس (انگلیسی: Russell Banks; ۲۸ مارس ۱۹۴۰ – ۷ ژانویهٔ ۲۰۲۳) فیلم‌نامه‌نویس اهل ایالات متحده آمریکا بود.
وی برنده جوایز زیادی ازجمله کمک هزینه گوگنهایم شده بود.